# Imbrasia istsariensis
Imbrasia istsariensis är en fjärilsart som beskrevs av Stoneham 1959. Imbrasia istsariensis ingår i släktet Imbrasia och familjen påfågelsspinnare. Inga underarter finns listade i Catalogue of Life.